# Asterella africana
Asterella africana là một loài rêu trong họ Aytoniaceae. Loài này được Mont. A. Evans mô tả khoa học đầu tiên..